# عمادة شؤون المكتبات بجامعة الملك عبد العزيز
نبذة تاريخية عن العمادة اتخذت المكتبة مقراً مؤقتاً لها عام 1385هـ في شقة بعمارة الأمير منصور بن عبد العزيز، في نهاية شارع قابل المتقاطع مع شارع الملك عبد العزيز. في 4/7/1387هـ افتتحت المكتبة المركزية رسمياً في المبنى الأول لكلية الاقتصاد والإدارة، وكانت مساحتها 50م2، حيث كانت تحتوي آنذاك على 10228 مجلداً منها حوالي 5.000 الآف مجلد تفضل بإهدائها بعض أعيان مدينة جدة للجامعة. في شهر رمضان عام 1388هـ نقلت المكتبة إلى مبنى الإدارة الطبية (فيما بعد) وبلغت مساحتها 370م2. في عام 1391هـ انتقلت المكتبة إلى المبنى الجديد للجامعة والذي ضم إدارة الجامعة وكلية الآداب، وكلية العلوم، 
ومركز الوسائل التعليمية واحتلت المكتبة مساحة تقدر بحوالي 2500م2. 
تم افتتاح أول مبنى مستقل للمكتبة في شهر ذي القعدة 1397هـ بمساحة قدرها 8500م2. 
 تم إضافة مساحة قدرها 7000م2 عام 1407هـ لتصبح المساحة الإجمالية للمكتبة حوالي 15500م2
 وقد تم افتتاحها في أوائل عام 1408هـ. تم البدء في إنشاء المبنى الجديد والدائم للمكتبة الذي يتوقع أن يتم الانتقال إليه خلال العامين القادمين.

## عمداء شؤون المكتبات السابقون
- عباس صالح طاشكندي محرم 1395- ربيع الأول 1401هـ
- إبراهيم سلمان العلاوي ربيع الثاني 1401- ربيع الأول 1404 هـ
- هشام عبد الله عباس ربيع الثاني 1404- ربيع الأول 1407 هـ
- محمد أحمد عبد الله آشي جمادى الأول 1407- شوال 1410هـ
- سليمان إبراهيم توفيق ذو الحجة 1411- ذو الحجة 1414هـ
- عباس صالح طاشكندي جمادى الأولى 1415- شعبان 1424هـ
- فيصل إبراهيم اسكندراني  شعبان 1424 - صفر 1428هـ
- سعدالله قاري عزيز صفر 1428 - صفر 1432هـ
- عبد الرشيد بن عبد العزيز حافظ صفر 1432هـ - صفر 1434هـ
- نبيل عبد الله قصماني صفر 1434هـ - إلى الآن.[3]

## الرؤية
أن تكونَ  مكتبة جامعة الملك عبد العزيز مكتبةً محوريةً قياسيةً تقومُ على خدمةِ المجتمعِ الأكاديمي في النطاقِ الجغرافيِ الواسعِ الذي تنتمي إليه.

## الأهداف
- إتاحة وصول مصادر المعلومات لمنسوبي الجامعة والمجتمع.
- تنمية المقتنيات في كافة التخصصات الموضوعية بشكل متوازن.
- تنظيم مصادر المعلومات بما يتماشى مع أحدث التقـنينات والوسائل الحديثة.
- التطوير المستمر لمنسوبي العمادة.
- التعاون مع مرافق المعلومات والجهات ذات العلاقة.

## روابط خارجية
https://library.kau.edu.sa/Default-212-AR